# Heulandita-Ca
La heulandita-Ca és un mineral de la classe dels silicats, que pertany al grup de l'heulandita. El terme heulandita va ser instaurat l'any 1822 per Henry James Brooke en honor del col·leccionista i comerciant anglès Johann Heinrich Heuland (1778-1856). El nom incorpora un sufix que destaca el calci dominant.

## Característiques
La heulandita-Ca és un silicat de fórmula química (Ca,Na)₅(Si27Al9)O72·26H₂O. Va ser aprovada com a espècie vàlida per l'Associació Mineralògica Internacional l'any 1997. Cristal·litza en el sistema monoclínic. La seva duresa a l'escala de Mohs es troba entre 3,5 i 4.
Segons la classificació de Nickel-Strunz, l'heulandita-Ca pertany a «09.GE - Tectosilicats amb H₂O zeolítica; cadenes de tetraedres de T10O20» juntament amb els següents minerals: clinoptilolita-Ca, clinoptilolita-K, clinoptilolita-Na, heulandita-K, heulandita-Na, heulandita-Sr, heulandita-Ba, estilbita-Ca, estilbita-Na, barrerita, stel·lerita, brewsterita-Ba i brewsterita-Sr.

## Formació i jaciments
Va ser descoberta al regne de Strathclyde, a Escòcia (Regne Unit). Tot i tractar-se d'una espècie no gaire habitual ha estat descrita en tots els continents del planeta a excepció de l'Antàrtida.